# Денёй-ле-Мин
Денёй-ле-Мин (фр. Deneuille-les-Mines) — коммуна во Франции, находится в регионе Овернь. Департамент коммуны — Алье. Входит в состав кантона Восточный Монлюсон. Округ коммуны — Монлюсон.
Код INSEE коммуны — 03097.

## Население
Население коммуны на 2008 год составляло 339 человек.
| 1962 | 1968 | 1975 | 1982 | 1990 | 1999 | 2008 |
| ---- | ---- | ---- | ---- | ---- | ---- | ---- |
| 368  | 423  | 354  | 347  | 338  | 351  | 339  |

## Экономика
В 2007 году среди 208 человек в трудоспособном возрасте (15—64 лет) 155 были экономически активными, 53 — неактивными (показатель активности — 74,5 %, в 1999 году было 69,3 %). Из 155 активных работали 140 человек (69 мужчин и 71 женщина), безработных было 15 (8 мужчин и 7 женщин). Среди 53 неактивных 3 человека были учениками или студентами, 34 — пенсионерами, 16 были неактивными по другим причинам.

## Достопримечательности
- Церковь Сен-Марсьяль XII века